# ديفيد أو. كوكي
ديفيد أو. كوكي (بالإنجليزية: David O. Cooke)‏ هو محامي وضابط أمريكي، ولد في 31 أغسطس 1920، وتوفي في 22 يونيو 2002.